# 이태원북스
이태원북스(이전 명칭: 이태원 포린 북스토어)는 서울특별시 이태원에 위치한 중고 서점으로 영어 서적을 전문으로 한다. 1973년에 설립되었으며, 서울에서 가장 오래된 영어 전문 중고 서점이다. 서울미래유산으로 지정되었으며, 가족 사업으로 이어지고 있다.
최기웅이 설립했으며, 2011년까지 사업을 운영했다. 그는 1960년대부터 책을 거래했지만, 당시에는 가게가 없었다. 그는 미국 백화점 카탈로그, 소설, 잡지 등 영어로 된 모든 문서를 모아 서울의 서점들에 판매했다. 그는 책을 운반하는 데 손수레를 사용했다. 1985년에 가게가 이전했다. 2024년 기사에서는 최기웅의 딸인 최미라가 사업주라고 보도했다.

## 같이 보기
- 동양서림 – 서울에서 가장 오래된 서점 중 하나